# Мацуба-кай

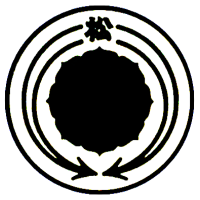
Даймон Мацуба-кай

Мацуба-кай (яп. 松葉会) — преступная группировка в японской мафии якудза, базирующаяся в Токио. Мацуба-кай насчитывает около 1500 активных членов и 600 полуактивных членов.

## История
Группировка была образована в 1936 году в токийском районе Сумида как строительная компания. Она называлась Сэкинэ-гуми (яп. 松葉会), и её основателем был бакуто (карточный игрок) Масуру Сэкинэ. В 1946 году группировка была активно вовлечена в инцидент в Сибуе, борьбу за контроль над местными чёрными рынками. Сэкинэ-гуми быстро развивался, но в 1947 году многие его члены были арестованы силами SCAP за хранение огнестрельного оружия, в результате чего группировка вынуждена была пойти на свой роспуск. Она вновь возродилась под названием Мацуба-кай в 1953 году.
Мацуба-кай был зарегистрирован как «указанная группа якудза», согласно Закону о контрмерах по отношению к организованной преступности в 1994 году.

## Состояние

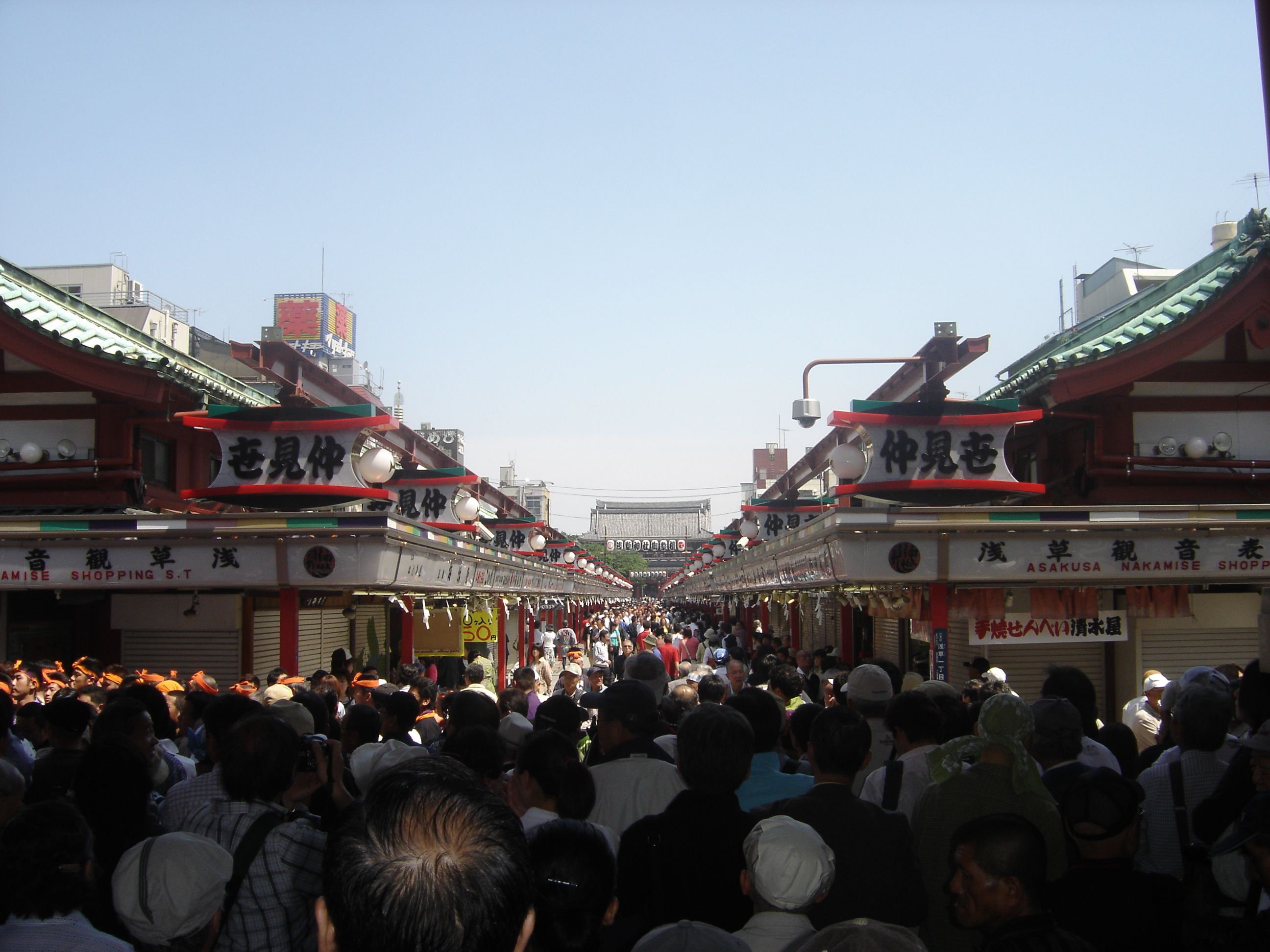
Асакуса

Штаб-квартира Мацуба-кай располагается в квартале Асакуса в районе Тайто города Токио, кроме того известно об офисах группировки в 9 разных префектурах Японии, включая и Хоккайдо. Мацуба-кай — член «братской бакуто федерации», называемой Канто Хацука-кай, которая также включает ещё 4 группировки, базирующиеся в регионе Кантo: Сумиёси-кай, Инагава-кай, Соай-кай и Тоа-кай.
В начале 2000-х Мацуба-кай был вовлечён в ожесточённую вражду с другой группировкой якудза Кёкуто-кай, что привело к ряду взаимных перестрелок и убийств.
Мацуба-кай приобрёл мировую известность в 2005 году, когда было обнаружено, что клининговая компания из города Ураясу заключила контракт с Tokyo Disney Resort под кураторством члена Мацуба-кай Сабуро Сига. Также о группировке заговорили, когда она была уличена в 1980-х годах в контрабанде 12 кг героина в Канаду.